# Clynotis gratiosus
Clynotis gratiosus är en spindelart som beskrevs av William Joseph Rainbow 1920. Clynotis gratiosus ingår i släktet Clynotis och familjen hoppspindlar. Inga underarter finns listade i Catalogue of Life.